# Filandia (kommun)
Filandia är en kommun i Colombia.   Den ligger i departementet Quindío, i den centrala delen av landet, 170 km väster om huvudstaden Bogotá. Antalet invånare är 12 921. Arean är 109 kvadratkilometer.
Terrängen i Filandia är kuperad.